# Jean-Girard Lacuée
Jean-Girard Lacuée, francoski general, * 1752, † 1821.
1. 1 2  data.bnf.fr: platforma za odprte podatke — 2011.
2. ↑  podatkovna baza Sycomore
3. ↑  SNAC — 2010.
4. ↑  Annuaire prosopographique : la France savante — 2009.